# Gaudí a la millor direcció
La següent llista és la dels directors nominats i guanyadors del Premi Gaudí a la Millor direcció, des de l'any 2009, quan es van crear.
| Premiat                | Premis | Nominacions |
| ---------------------- | ------ | ----------- |
| Neus Ballús            | 2      | 1           |
| Carla Simón            | 2      | 0           |
| Juan Antonio Bayona    | 2      | 0           |
| Agustí Villaronga      | 1      | 4           |
| Isaki Lacuesta         | 1      | 3           |
| Carlos Marques-Marcet  | 1      | 3           |
| Albert Serra i Juanola | 1      | 2           |
| Cesc Gay               | 1      | 2           |
| Mar Coll               | 1      | 1           |
| Pilar Palomero         | 1      | 1           |
| Jaume Balagueró        | 1      | 0           |
| Belén Funes            | 1      | 0           |
| Elena Martín           | 1      | 0           |

## Palmarès
| Any                            | Director                                     | Pel·lícula                          |
| ------------------------------ | -------------------------------------------- | ----------------------------------- |
| 2009                           | Albert Serra i Juanola                       | El cant dels ocells                 |
| 2009                           | Sílvia Munt                                  | Pretextos                           |
| 2009                           | Ventura Pons                                 | Forasters                           |
| 2009                           | Xavi Puebla                                  | Benvingut a Farewell-Gutmann        |
| 2010                           | Mar Coll                                     | Tres dies amb la família            |
| 2010                           | Marc Recha                                   | Petit indi                          |
| 2010                           | Carles Torras                                | Trash                               |
| 2010                           | Abel Folk Joan Riedweg                       | Xtrems                              |
| 2011                           | Agustí Villaronga                            | Pa negre                            |
| 2011                           | Rodrigo Cortés                               | Buried (Enterrat)                   |
| 2011                           | Judith Colell Jordi Cadena                   | Elisa K                             |
| 2011                           | Pau Freixas                                  | Herois                              |
| 2012                           | Jaume Balagueró                              | Mentre dorms                        |
| 2012                           | Tono Errando Javier Mariscal Fernando Trueba | Chico i Rita                        |
| 2012                           | Kike Maíllo                                  | Eva                                 |
| 2012                           | Carles Torras                                | Open 24h                            |
| 2013                           | Juan Antonio Bayona                          | The Impossible                      |
| 2013                           | Pablo Berger                                 | Blancaneu                           |
| 2013                           | Cesc Gay                                     | Una pistola a cada mà               |
| 2013                           | Joel Joan Sergi Lara                         | Fènix 11·23                         |
| 2014                           | Neus Ballús                                  | La plaga                            |
| 2014                           | Jordi Cadena                                 | La por                              |
| 2014                           | Mar Coll                                     | Tots volem el millor per a ella     |
| 2014                           | Àlex Pastor Vallejo David Pastor             | Els últims dies                     |
| 2015                           | Carlos Marques-Marcet                        | 10.000 km                           |
| 2015                           | Daniel Monzón                                | El Niño                             |
| 2015                           | Jaime Rosales                                | Bella joventut                      |
| 2015                           | Lluís Miñarro                                | Stella Cadente                      |
| 2016                           | Cesc Gay                                     | Truman                              |
| 2016                           | Agustí Villaronga                            | El Rey de La Habana                 |
| 2016                           | Dani de la Orden                             | Barcelona, nit d'hivern             |
| 2016                           | Sergi Pérez                                  | El camí més llarg per tornar a casa |
| 2017                           | Juan Antonio Bayona                          | A monster calls                     |
| 2017                           | Albert Serra i Juanola                       | La mort de Lluís XIV                |
| 2017                           | Isaki Lacuesta Isa Campo                     | La propera pell                     |
| 2017                           | Marc Crehuet                                 | El rei borni                        |
| 2018                           | Carla Simón                                  | Estiu 1993                          |
| 2018                           | Agustí Villaronga                            | Incerta glòria                      |
| 2018                           | Carlos Marqués-Marcet                        | Anchor and Hope                     |
| 2018                           | Isabel Coixet                                | La llibreria                        |
| 2019                           | Isaki Lacuesta                               | Entre dos aguas                     |
| 2019                           | Celia Rico                                   | Viaje al cuarto de una madre        |
| 2019                           | Elena Trapé                                  | Les distàncies                      |
| 2019                           | Jaime Rosales                                | Petra                               |
| 2020                           | Belén Funes                                  | La hija de un ladrón                |
| 2020                           | Carlos Marqués-Marcet                        | Els dies que vindran                |
| 2020                           | Lucía Alemany                                | La innocència                       |
| 2020                           | Neus Ballús                                  | El viatge de la Marta (Staff Only)  |
| 2021                           | Pilar Palomero                               | Las niñas                           |
| 2021                           | Icíar Bollaín                                | La boda de Rosa                     |
| 2021                           | Lluís Danés                                  | La vampira de Barcelona             |
| 2021                           | Cesc Gay                                     | Sentimental                         |
| 2022                           | Neus Ballús                                  | Sis dies corrents                   |
| 2022                           | Agustí Villaronga                            | El ventre del mar                   |
| 2022                           | Daniel Monzón                                | Las leyes de la frontera            |
| 2022                           | Clara Roquet                                 | Libertad                            |
| 2023                           | Carla Simón                                  | Alcarràs                            |
| 2023                           | Albert Serra                                 | Pacifiction                         |
| 2023                           | Isaki Lacuesta                               | Un año, una noche                   |
| 2023                           | Pilar Palomero                               | La maternal                         |
| 2024                           | Elena Martín                                 | Creatura                            |
| 2024                           | David Trueba                                 | Saben aquell                        |
| 2024                           | Isabel Coixet                                | Un amor                             |
| 2024                           | Agustí Villaronga                            | Loli Tormenta                       |
| 2025                           |                                              |                                     |
| Isaki Lacuesta i Pol Rodríguez | Segundo premio                               |                                     |
| Dani de la Orden               | Casa en flames                               |                                     |
| Marcel Barrena                 | El 47                                        |                                     |
| Carlos Marqués-Marcet          | Polvo serán                                  |                                     |